# Parma microlepis
Parma microlepis és una espècie de peix de la família dels pomacèntrids i de l'ordre dels perciformes.

## Morfologia
Els mascles poden assolir els 14 cm de longitud total.

## Distribució geogràfica
Es troba al sud d'Austràlia (entre Byron Bay -Nova Gal·les del Sud- i Port Phillip Bay -Victòria-).